# Francisco Gomide
Francisco Luiz Sibut Gomide (Curitiba, 30 de novembro de 1945) é um engenheiro, economista e político brasileiro.

## Biografia
Formando em economia e em engenharia civil pela Universidade Federal do Paraná (UFPR) em 1968, ingressou em abril de 1970 na Companhia Paranaense de Energia Elétrica (Copel). Anos mais tarde tornou-se professor do departamento de engenharia da UFPR e concluiu o doutorado em Recursos Hídricos pela Colorado State University em 1975. Dois anos depois, em 1977, foi aprovado em concurso público para professor assistente do Departamento de Hidráulica e Saneamento do Setor de Tecnologia da UFPR. Lecionou mecânica dos fluidos, hidráulica, hidrologia e engenharia de recursos hídricos na UFPR e viria a tornar-se professor titular da universidade em 1986.
De março de 1983 até janeiro de 1986 foi diretor administrativo-financeiro da Copel e posteriormente foi nomeado diretor-presidente. Nos governos de Alvaro Dias (1987-1991) e de Roberto Requião (1991-1994) exerceu a presidência da Copel, cargo que ocupou até janeiro de 1993. Durante sua gestão foi implantado um programa de ampliação da eletrificação rural no estado do Paraná, abrangendo cerca de 184.000 ligações, foi inaugurada a Usina Hidrelétrica de Segredo, e foi zerada a dívida líquida da empresa. Entre 1987 e 1989 também foi membro do Conselho de Administração das Centrais Hidrelétricas do Sul do Brasil (Eletrosul).
De abril de 1993 até outubro de 1995 assumiu o cargo de diretor-geral da Itaipu Binacional, sucedendo Jorge Nacli Neto e sendo sucedido por Euclides Scalco. Após deixar a Itaipu assumiu a presidência das empresas Espírito Santo Centrais Elétricas S. A. (Escelsa) e Energética do Mato Grosso do Sul (Enersul) entre 1995 e 2001. Após sair da presidência destas empresas prestou consultoria por um curto período para o Comitê de Revitalização do Modelo do Setor Elétrico da Câmara de Gestão da Crise de Energia (GCE).
Ao longo de sua trajetória profissional atuou como convidado de diversas universidades e como consultor em instituições governamentais de vários níveis. Foi também coordenador dos grupos de trabalho que estabeleceram as diretrizes da política energética do Paraná para os períodos de 1982/1986 e 1986/1990. Em 2002 foi eleito pelos associados do Instituto de Engenharia do Paraná (IEP) o engenheiro do ano. Foi ainda presidente da ABRH Associação Brasileira de Recursos Hídricos.

### Ministro de Minas e Energia
No dia 3 de abril de 2002 foi nomeado ministro de Minas e Energia no segundo governo de Fernando Henrique Cardoso (FHC), em substituição a José Jorge de Vasconcelos Lima e a Pedro Parente (que ocupava o comando da pasta interinamente). Assumiu o cargo no contexto da crise de abastecimento energético que atingiu o Brasil nos dois últimos anos do governo FHC, que ficou conhecida como apagão energético (termo utilizado para se referir às interrupções ou faltas de energia frequentes), e também de reação às políticas de privatização de empresas estatais implementadas durante o governo.
No início de sua gestão foi aprovada a Lei nº 10.438, de 26 de abril de 2002, dispondo sobre a expansão da oferta de energia elétrica emergencial e a recomposição tarifária extraordinária, e criando o Programa de Incentivo às Fontes Alternativas de Energia Elétrica (Proinfa), a Conta de Desenvolvimento Energético (CDE), e dispondo sobre a universalização do serviço público de energia elétrica. Lançou ainda o Programa de Revitalização do Setor Elétrico contendo várias medidas de reestruturação do setor, como do subsídio ao gás natural usando recursos da Contribuição de Intervenção no Domínio Econômico (Cide), e as que determinavam a separação das tarifas de distribuição (a tarifa-fio) e da tarifa de energia. Não implantou todas as medidas contidas nos programas e exerceu o comando da pasta até o fim do governo FHC em 1° de janeiro de 2003, quando foi sucedido pela ministra Dilma Rousseff, já no governo Lula da Silva.
Após sair do ministério, dedicou-se às atividades de pesquisa e consultoria na área de engenharia e energia elétrica. Não ocupou mais cargos públicos dedicando às atividades de pesquisa e consultoria, participando de inúmeros congressos e eventos destinados a debater problemas de energia elétrica.

## Obras publicadas
- Hidrologia básica (1976).
- Desafio na base para remuneração de ativos energéticos (textos para discussão da Aneel, 2005).